# Delosperma lebomboense
Delosperma lebomboense là một loài thực vật có hoa trong họ Phiên hạnh. Loài này được (L.Bolus) Lavis mô tả khoa học đầu tiên năm 1967.